# Жандарм и жандарметки
«Жанда́рм и жандарме́тки» (фр. Le Gendarme et les Gendarmettes, другие названия — «Жандарм и жандармы в юбках» и «Жандарм в юбке») — французская кинокомедия с Луи де Фюнесом в главной роли, ставшая последней в цикле из шести фильмов о жандарме Крюшо, последним фильмом, в котором снялся Луи де Фюнес, и последним фильмом режиссёра Жана Жиро, умершего во время съёмок 24 июля 1982 года от туберкулёза. Завершил съёмки фильма его помощник Тони Абоянц.
Премьера во Франции состоялась 6 октября 1982 года.

## Сюжет
К жандармам прислали стажёров-девушек. Жандармы в восторге — проводят учения с новенькими в три смены, 24 часа в сутки. А их жены крайне недовольны прибавлением в жандармерии обаятельных сотрудниц. В скором времени девушки одна за другой начинают пропадать; их увозят на стоящую недалеко от порта яхту с невыясненными целями. Также для запугивания жандармов похищают жену старшины — мадам Жербер. Единственный выход — это ловить преступников «на живца», в роли которого должна выступить жена Крюшо, Жозефа. В последний момент старший вахмистр, желая не подвергать жену риску, сам переодевается в форму жандарметки, и его таким же образом успешно похищают. На корабле Крюшо выясняет, что похитителям нужны были браслеты девушек, на них находились части кодов от недавно установленной в жандармерии чудо-машины. Чтобы ввести код с целью получения информации им нужен лишь час и свободный участок. Взамен они обещают, что Крюшо получит всех пятерых женщин в целости.
Людовик как ни в чём не бывало возвращается в участок, где друзья и жена горюют о его похищении. Под различными нелепыми предлогами он отсылает каждого по отдельности: жандармов — принести из монастыря по два литра святой воды, Жозефу — купить дынь для каких-то особенных дынных бутербродов, а начальника просит достать редкий табак. После похитители получают всё, что им было нужно от машины, а именно расположение некоторых ракет и некоторую другую информацию, связанную с ВВС. Однако Людовик не получает обещанного — его также доставляют на яхту. Во время его отсутствия жандарметки находят в одной из сумочек радиопередатчик, сообщение о помощи получает не кто иная, как настоятельница Клотильда, которая тут же мчится в Сен-Тропе, превышая даже известную зрителю на протяжении всех серий фильма скорость; готовится группа перехвата на яхту. 
Тем временем исполнителям приказано убрать свидетелей, сбросив их в море «на корм рыбам», однако милостиво дают выполнить последнее желание. Каждая из жандарметок пожелала получить удовольствие наедине с мужчинами, тем самым им удается тактически разделить бандитов и обезвредить. 
Жандармы во главе с Жербером прибывают слишком поздно: похитители связаны, а жандарметки празднуют победу шампанским. Старшина вызволяет свою жену, всё это время находившуюся в предсмертной, как ей казалось, близости с Крюшо; тем не менее всё разрешается благополучно.
Заключительные сцены происходят у жандармерии, куда с плановым визитом приехал министр. Он высоко оценил деятельность всего участка, отметив, что девушкам повезло с местом работы. Старшина и вахмистр сообщают министру о во время раскрытом заговоре, к которому причастна чудо-машина. Однако министру и так было всё известно — полученная бандитами информация была поддельной.

## В ролях
- Луи де Фюнес — старший вахмистр Людовик Моревон Крюшо
- Мишель Галабрю — старшина Жером (Альфонс) Жербер
- Морис Риш — жандарм Бопье
- Патрик Прежан — жандарм Перлен
- Ги Гроссо — жандарм Гастон Трикар
- Мишель Модо — жандарм Жюль Берлико
- Клод Жансак — Жозефа Крюшо
- Мишлин Борде — мадам Сесиль Жербер
- Жак Франсуа — полковник
- Франс Рюмийи — настоятельница Клотильда
- Жан-Луи Ришар ― «Мозг», шеф бандитов
- Катрин Серр[англ.] — Кристин Рокур
- Никес Жан Луис — Йо Макумба
- Софи Мико — Изабель Леруа
- Бабет Этьен — Марианна Бонне
- Жан Тюрлье — министр внутренних дел Франции

## Производство
В процессе создания картины Луи де Фюнес, перенёсший два инфаркта в 1975 году, находился не в лучшей форме: на съёмках постоянно присутствовал врач, который измерял давление и следил за состоянием здоровья. По его требованию актёра разрешалось снимать не более двух-трёх часов в день, делая длинные перерывы.